# Kanton Void-Vacon
Kanton Void-Vacon (fr. Canton de Void-Vacon) byl francouzský kanton v departementu Meuse v regionu Lotrinsko. Tvořilo ho 18 obcí. Zrušen byl po reformě kantonů 2014.

## Obce kantonu
- Bovée-sur-Barboure
- Boviolles
- Broussey-en-Blois
- Laneuville-au-Rupt
- Marson-sur-Barboure
- Méligny-le-Grand
- Méligny-le-Petit
- Ménil-la-Horgne
- Naives-en-Blois
- Ourches-sur-Meuse
- Pagny-sur-Meuse
- Reffroy
- Saulvaux
- Sauvoy
- Sorcy-Saint-Martin
- Troussey
- Villeroy-sur-Méholle
- Void-Vacon